# Karl Tydiske
Karl Tydiske eller Karl Tyske, var en tysk riddare, omnämnd i källorna som Carolus dictus Theotonici, vilken under 1200-talet var lärare åt sedermera kung Birger Magnusson och under 1300-talets början sannolikt var svenskt riksråd, nämnd i dokument utfärdade av hertig Erik, båda söner till kung Magnus Ladulås.
Vapen: en och en halv spets mot sinister.
Bo Johnson Theutenberg har i boken Mellan liljan och sjöbladet anfört att vapnets utformning antyder koppling till den schwarzburgska adeln  och städer i Thüringen som Halle, Mansfeld och Erfurt, dit också vapengruppen för ätten Kettelhodt lokaliseras, som 1200-talsätterna Greussen och von Wechmar, samt att Karl Tyske kan ha varit son till en annan tysk adelsman som år 1300 begravdes i Gråbrödraklostret i Stockholm: i herr konungen Birgers tid avled den ädle mannen benämnd Tyske (obit Nobilis vir dictus Tydische).
Men om hans familj är endast känt och bekräftat att han var bror eller halvbror till ärkebiskop Nils Kettilsson,  död 1314,  (en annan källa anger 30 maj 1313), bland annat känd som den ärkebiskop som år 1311 dömde Botulf i Sveriges enda officiella fall av kätteri under medeltiden. De bådas sigill  (en och en halv spets mot sinister) finns avbildade i Peringskiölds "Monumenta uplandica (Mon. Upl.)". Karl Tydiske bör också ha haft en dotter, gift med Magnus Jakobsson, borgare i Linköping:
| ” | Borgaren i Linköping Magnus Jakobsson säljer för 6 mark penningar till fogden i Linköping Nils i Stång sin åkerlott i Somme, som han ärvt efter sin svärfader Karl Tydiske. Staden Linköping, Hemming Gunnarsson, Daniel Karlsson, Thord Abjörnsson samt utfärdaren beseglar. | „ |